# غلكيشار

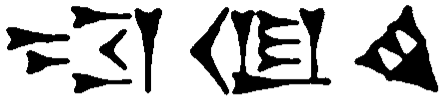
اسمه بالاكدي

جولكيشار هو الملك السادس من سلالة سيلاند الأولى. حكم جزءًا من بلاد ما بين النهرين السفلى حوالي عام 1595 قبل الميلاد، بالتزامن مع نهاية عهد سامسو ديتانا، آخر حكام سلالة بابل الأولى. لا يزال النطاق الإقليمي الكامل لمملكته غير مؤكد، على الرغم من أنه يُفترض أنه شمل ساحل الخليج العربي، ونهر دجلة والفرات السفلي، بالإضافة إلى جزء من وسط بابل. لا يزال موضوع نقاش بين الباحثين ما إذا كان قد سيطر على بابل نفسها أم لا . وعلى النقيض من العديد من أفراد سلالته الآخرين، الذين لا يُعرفون إلا من قوائم الملوك، فقد استمر الإشارة إليه في أنواع مختلفة من النصوص حتى الألفية الأولى قبل الميلاد. أفضل مثال معروف هو ملحمة تصور صراعه مع سامسو ديتانا، حيث ساعدته الإلهة عشتار.
كُتب اسم غولكيشار بالخط المسماري ويُعرف اختصارٌ له، وهو غولكي، من قائمة الملوك البابليين أ، ويمكن ترجمة الاسم الكامل إلى "غازي الكل"،أو "مدمر الكون" أو "فاتح العالم".
كان غولكيشار أول ملك من سلالة سيلاند الأولى يحمل اسمًا سومريًا، ولعله يعكس استحضارًا واعيًا لماضي بلاد ما بين النهرين السفلى، مع أنه، كأسماء خلفائه،اسم غير مألوف. وتجادل أوديت بويفين (عالمة آشوريات) بأن غولكيشار ربما كان اسمًا ملكيًا. وتشير إلى أن الملك ربما تولى هذا المنصب بعد انتصاره على سامسو ديتانا ملك بابل.

## العائلة
العلاقات العائلية لملوك سيلاند، بما في ذلك جولكيشار، غير معروفة بشكل جيد. وقد قيل إن زوجته ربما كانت تسمى تشميت-ماتي وتعني ( "مصالحة الأرض" أو "طاعة الأرض")، مع أن هذا الافتراض يرتكز على افتراض أنها أُلهت بعد وفاتها، إذ ورد اسمها في قائمة آلهة إلى جانب ("شمش، بارك جولكيشار!"). 
استنادًا إلى قائمة ملوك بابل ب ، وهي نص بابلي حديث يسجل عهود ملوك من سلالة بابل الأولى وسلالة سيلاند الأولى، قيل إن بيسغالدارامش وأياداراغالاما كانا ابني جولكيشار، وأن كلمة دارا ("وعل" أو "أيل") في اسميهما تشير إلى أبيهما. ومع ذلك، فمن الممكن أيضًا أن يكون أياداراجالاما هو ابن بيسجالدارامش، وبالتالي حفيد جولكيشار.

## فترة حكمه
كان غولكيشار سادس حكام سلالة بلاد البحر الأولى. وقد خلف شوشي ويشير إليه نقش كودورو يعود تاريخه إلى عهد إنليل-نادين-أبلي (أواخر القرن الثاني عشر أو أوائل القرن الحادي عشر قبل الميلاد) بلقب "ملك بلاد البحر" ومن المرجح أن مملكتهم كانت تُعرف في الأصل باسم يوروكوغ. وقد يشير هذا المصطلح إلى مقر السلطة الأصلي للسلالة. وقد طُرح تعريفٌ له بأنه مرتبط بأور أو بتل دحيلة (الواقع على بُعد حوالي 30 كيلومترًا أسفل نهر الفرات).
كان سامسو-ديتانا من سلالة بابل الأولى وغولكيشار معاصرين. ومع ذلك، فمن المرجح أنه اعتلى العرش في السنوات الأخيرة من حكم الملك البابلي. وعلى هذا الأساس، يمكن إثبات أنه كان في السلطة بالفعل حوالي عام 1595 قبل الميلاد. ووفقًا لقائمة الملوك البابليين أ، استمر حكمه 55 عامًا. ومع ذلك، فمن الممكن أن هذا المصدر يبالغ قليلاً في أطوال عهود ملوك سيلاند الأفراد. وقد اقترح أن مؤلفيها قاموا بتقريبها إلى أرقام تنتهي بـ 0 أو 5 عندما لم تكن هناك سجلات مفصلة متاحة لهم، على الرغم من أن هذا لا يزال تخمينيًا.
وفقًا لقائمة الملوك المتزامنة الآشورية الحديثة، التي تُدرج الحكام الآشوريين مع معاصريهم البابليين، وإن لم تُحدد مدة حكمهم، كان شارما أداد الأول معاصرًا آخر لغولكيشار، لكن التزامن بين حكميهما لم يُؤكد بعد من أي مصادر أخرى. ومن المحتمل أيضًا أن أغوم كاكريمي من سلالة الكاشيين معاصرًا آخر لغولكيشار، وإن لم يتوفر في كلتا الحالتين سوى أدلة غير مباشرة متأخرة، ولا يُمكن تحديد تسلسل زمني دقيق.
وصف علماء الآشوريات غولكيشار بأنه حاكم طموح. خلال فترة حكمه، عززت دولة سيلاند قوتها في جميع أنحاء بلاد ما بين النهرين في أعقاب نهب بابل على يد مورسيلي الأول وقواته الحثية.

### الاراضي الخاضعة للسيطرة
لا يزال المدى الكامل لمملكة سيلاند غير مؤكد، على الرغم من أنه يمكن افتراض أنها شملت أسفل نهري دجلة والفرات، وأنها امتدت حتى ساحل الخليج العربي جنوبًا وربما حتى وسط بابل شمالًا. ومن غير المؤكد ما إذا كانت نيبور جزءًا منها، على الرغم من أهمية الآلهة المرتبطة بها في البانثيون الرسمي. وقد طُرح اقتراح بأن غولكيشار ربما كان يسيطر أيضًا على مدينة بابل،على الرغم من أن أوديت بويفين تعتبر هذا مستبعدًا.ومع ذلك، تجادل إليز زومر بأن إدراج سلالة سيلاند في قوائم ملوك بابل اللاحقة ربما كان نتيجة سيطرة أحد أعضائها على المدينة مؤقتًا.وتؤيد ستيفاني دالي هذا الاستنتاج أيضًا. يذكر زومر أنه في حين افترض أن سلالة الكاشيين استولت على بابل مباشرة بعد حكم سامسو ديتانا، فإن إعادة التقييم التي تأخذ في الاعتبار الأهمية السياسية لسلالة سيلاند قد تكون مبررة. ومع ذلك، فهي تقدر أن جولكيشار يجب أن يكون قد سيطر على المدينة لمدة عام واحد على الأكثر. يجادل دالي بأن نفوذه ربما وصل إلى أبعد من ذلك، إلى الشمال من سيبار. لا يوجد دليل من عهد خلفاء جولكيشار يشير إلى أنهم سيطروا على هذه المناطق الشمالية.

### الخلافة

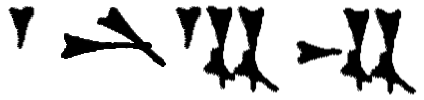
الملك الغير المعروف الذي يأتي اسمه بعد غلكيشار

تشير معظم المصادر إلى أن غولكيشار قد خلفه على العرش بيشكالدارامش، مع أن قائمة الملوك المتزامنة تضع حاكمًا إضافيًا بينهما. يحمل اسم ديش+يو-إن (قراءة اسمه غير مؤكدة). لم يُذكر اسمه في أي نصوص أخرى، وتاريخه غير مؤكد. قد تشهد قائمة الملوك البابليين أ، التي توثق جميع السلالات التي حكمت بابل من الأسرة البابلية الأولى حتى العصر البابلي الحديث، أيضًا على وجود ملك إضافي من سيلاند لم يُوثق له تاريخ آخر، والذي حكم مباشرة بعد غولكيشار. وُضعت علامة بينه وبين بيشكالدارامش، وتزعم أوديت بوفين أن الأمر في نهاية المطاف من المستحيل حله في ضوء المصادر المتاحة حاليًا، ويجب اعتبار من غير المؤكد من الذي خلف جولكشار. 

## الإرث
على عكس معظم ملوك سلالة سيلاند الأولى، الذين لم يُذكروا بعد عهدهم إلا في قوائم الملوك، يُذكر غولكيشار في نصوص الأنواع الأدبية الأخرى أيضًا. واستمرت الإشارة إليه حتى الألفية الأولى قبل الميلاد.

### ملحمة غلكيشار
توجد ملحمة تُركز على مآثر غولكيشار محفوظة على اللوح تأتي من نيبور، ربما تكون قد كُتبت في الأصل خلال فترة حكمه، أو بعده بفترة وجيزة، ان النسخة الوحيدة الباقية تعود إلى العصر البابلي الأوسط، كما يتضح من استخدام أشكال العلامات التي تم توثيقها لأول مرة في العصر الكيشي. من المحتمل أن الملحمة قد حُفظت في مدرسة نسخية بسبب الاهتمام بنسخ المؤلفات عن أعمال الملوك السابقين. كُتبت ملحمة جولكيشار باللغة الأكادية وهي مثال قياسي للملحمة الملكية، ويمكن مقارنتها بأعمال مثل مآثر حمورابي وملحمة زيمري ليم وملحمة توكولتي نينورتا.يقدم العمل الثاني من هذه الأعمال توازيًا وثيقًا بشكل خاص من الناحية الهيكلية. تصف الملحمة صراعًا بين جولكيشار وسامسو ديتانا. وهو النص الوحيد من سيلاند المكتشف حتى الآن والذي يذكر حاكمًا من الأسرة الأولى في بابل. يصف أفضل قسم محفوظ جولكيشار وهو يلقي خطابًا لقواته لإقناعهم بأنه يستطيع هزيمة الملك المنافس.
خلال حملته، دعمت الإلهة عشتار غولكيشار. وأُشير إليها بلقب "محبوبة البحر"، كما وردت عشتار في قائمة الآلهة حيث ورد اسمها أيابيتو ، والتي تعني "البحرية" اشارة الى دعمها لسلالة القطر البحري
وقد اقتُرح أن ملحمة جولكيشار كانت مبنية على أحداث تاريخية، على الرغم من أن مؤلفيها ربما أعادوا تفسيرها جزئيًا لأغراض دعائية. تجادل سوزان بولس (عالمة آثار) بأنها تعكس المساهمة النشطة لقوات سيلاند تحت قيادة جولكيشار في سقوط بابل. يفترض ناثان واسرمان و يغال بلوخ (علماء آثار) أيضًا أنها تصور أحداثًا تاريخية، ويجادلان بأن المواجهة بين الحاكمين حدثت قرب نهاية عهد سامسو ديتانا، وأنها أضعفت بابل وجعلت نهب المدينة من قبل الحثيين ممكنًا بشكل مباشر. ومع ذلك، تلاحظ أوديت بويفين أن المصادر اللاحقة اعتبرت باستمرار أن الحثيين هم المسؤولون الوحيدون عن سقوط بابل، دون ذكر سيلاند، وعلى هذا الأساس تجادل بأنه لا يمكن إثبات ما إذا كان جولكيشار قد لعب دورًا في تدهور المدينة وسقوطها. وتشير إلى أن مملكة بابل كانت على الأرجح في حالة انحدار بالفعل عندما اعتلى سامسو ديتانا العرش، وأنه كان يفقد الأراضي حتى قبل سقوط عاصمته. كان لمملكته أعداء متعددون، كما يتضح من نص يذكر جيوش عيلام، ، وهانيغالبات (في هذا السياق على الأرجح تعتبر تسمية للحوريين)، وإداماراش (دولة في وادي ديالى)، والكاشيون والسامهريون (الذين تم إثباتهم بالفعل كأعداء لأمي صدوقة) يهددون إحدى حصونه. وتنص على أن مملكة سيلاند ربما كانت على الأكثر واحدة من القوى العديدة التي ساهمت في سقوط سامسو ديتانا في النهاية.

### رسالة صناعة الزجاج لإيلي-بلوطا-مردوخ
يُذكر اسم غولكيشار في ملحق رسالة صناعة الزجاج من العصر الكاشي وتنص الرسالة على أن كاتبها هو إيلي-بلوطا-مردوخ في "العام الذي تلا تولي غولكيشار الحكم". يجادل ناثان واسرمان و يغول بلوخ (علماء آثار) بأنه إذا كان النص أصليًا، فربما يكون قد كُتب إما في بابل أو في تل عمر (حيث يُرجح أنه عُثر عليه)، وربما على يد كاتب عاش مباشرة بعد نهب بابل. يُقرّ أندرو ر. جورج أيضًا بصحتها، مع أنه يُجادل بأنها ربما تكون قد نشأت في بلاد ما بين النهرين السفلى، وربما في أور، ويفترض أن أصلها ربما يكون قد تم تحديده بشكل خاطئ بسبب معلومات خاطئة قدمها تاجر فنون حديثة.
ومع ذلك، تُجادل أوديت بويفين بأن بيانات النسخ هي على الأرجح تزوير قديم. وتقترح أن ناسخًا قد اختلقها لجعل تقاليد صانعي الزجاج البابلي تبدو أقدم من الواقع. وتُشير إلى أنها تُشير بشكل غير متزامن إلى أن والد الكاتب هو أوشور-أنا-مردوخ، الذي كان نشطًا في البلاط الآشوري في القرن الرابع عشر قبل الميلاد. وبالمثل، يُشير إس هيانتي ثافابالان إلى أنه من المرجح أن يكون قد تم تأليفه فقط بين القرنين الرابع عشر والثاني عشر قبل الميلاد، وليس خلال عهد غولكيشار في القرن السادس عشر. يزعم بويفين أيضًا أن صيغة السنة المنسوبة فيه إلى جولكيشار خيالية. وقد أعربت إليز زومر (عالمة آثار) أيضًا عن وجهة نظر مماثلة.

### كودورو خاص بإنليل نادين أبلي
ينص النقش الموجود على حجر الكودورو من السنة الرابعة من حكم إنليل-نادين-أبلي من سلالة إيسن الثانية على أن قطعة أرض تقع بالقرب من نهر دجلة، في مقاطعة بيت سين ماجير، قد وهبها في الأصل غولكيشار للإلهة نانشي. ومع ذلك، ليس من المؤكد ما إذا كان يشير إلى حدث تاريخي حقيقي من عهده. تجادل أوديت بويفين بأن إنليل-نادين-أبلي ربما كان يشير إلى غولكيشار لأنه كان لا يزال معروفًا جيدًا في المنطقة التي أقيم فيها الحجر.